# Benoît Génauzeau
Benoît Genauzeau, né le 25 septembre 1979 à La Rochelle, est un coureur cycliste et directeur sportif français. Durant sa carrière de coureur, il est notamment champion de France de la course aux points en 2004. Il devient ensuite directeur sportif. Il exerce cette fonction dans l'équipe Direct Énergie depuis 2014, après avoir dirigé l'équipe formatrice de celle-ci, Vendée U, de 2006 à 2013.

## Biographie
Benoît Genauzeau commence le cyclisme à l'âge de six ans. À seize ans, il intègre le Pôle espoirs de La Roche-sur-Yon.
En 2004, il remporte le championnat de France de la course aux points, à Hyères. L'année suivante, il intègre l'équipe Vendée U-Pays de la Loire. Il ne court qu'un semestre et met fin à sa carrière. Il devient directeur sportif de cette équipe en 2006.
Après huit années à la tête de Vendée U, Benoît Genauzeau intègre en 2014 l'encadrement de l'équipe Europcar, dont la formation Vendée U est la réserve. Il retrouve ainsi chez les professionnels nombre de coureurs qu'il a dirigés lorsqu'ils étaient amateurs,. À partir de janvier 2015, il fait également partie de l'encadrement de l'équipe de France de cyclisme sur piste. Il s'occupe de Thomas Boudat, qui concourt en omnium, et de l'équipe de poursuite.

## Palmarès
- 1995
  -  Champion de France de l'américaine cadets (avec G. Preveau)[5]
  - 2e du championnat de France de vitesse cadets
  - 3e du championnat de France de la course aux points cadets
- 1996
  -  Champion de France de poursuite juniors[5]
  - 2e de La Bernaudeau Junior
- 1997
  -  Champion de France de l'américaine juniors (avec G. Preveau)[5]
  - 2e du championnat de France de poursuite juniors
- 2000
  - 3e du championnat de France de l'américaine
- 2004
  -  Champion de France de la course aux points
  - Prix de La Chapelle-Thireuil
  - 3e du championnat de France de l'américaine

## Distinctions
- Vélo d'or cadets : 1995